# 파네스
파네스(Phanes)는 그리스 신화에 나오는 괴물이다. 한 손에는 권위의 지팡이를 들고 또 다른 손에는 벼락을 쥐고 있다. 머리 위에는 뱀이 한 마리 있는데, 이는 최초에 우주의 알을 품었던 뱀으로 크로노스의 형상을 하고 있다. 몸에 붙어 있는 사람 머리와 소머리, 사자 머리 역시 크로노스의 모습에서 유래했다. 파네스는 오르페우스교의 창세 신화에서 빛의 신으로 나오며 그의 출현으로 모든 것이 생겨나고, 드러나게 되었다. 시간의 신 크로노스 혹은 아이온은 우주의 알을 창조하며, 크로노스의 아내 아난케는 이를 부화한다. 또는 밤의 여신 닉스가 부화했다는 설도 있는데 바로 그 알에서 탄생하는 것이 파네스다. 닉스는 밤을 창조하고, 파네스는 낮을 창조한다.